# Cornus officinalis
Cornus officinalis es una especie de planta medicinal perteneciente a la familia de las cornáceas. Es originaria del sudeste de Asia.

## Etimología
En coreano se conoce como sansuyu (산수유), en chino como shān zhū yú (山茱萸) y en japonés como sanshuyu (サンシュユ).

## Usos medicinales
Se encuentra en China, Japón y Corea donde es usada como planta comestible y como planta medicinal donde es usada en la Medicina tradicional china.
Se están realizando estudios en líneas celulares de cáncer de mama ER(receptor de estrógenos) positivos con extractos de esta planta medicinal china (REFERENCIA 2)

## Sinonimia
- Macrocarpium officinale (Siebold & Zucc.) Nakai, Bot. Mag. (Tokyo) 23: 38 (1909).
- Cornus officinalis var. koreana Kitam., Acta Phytotax. Geobot. 25: 39 (1972).[1]

## Galería

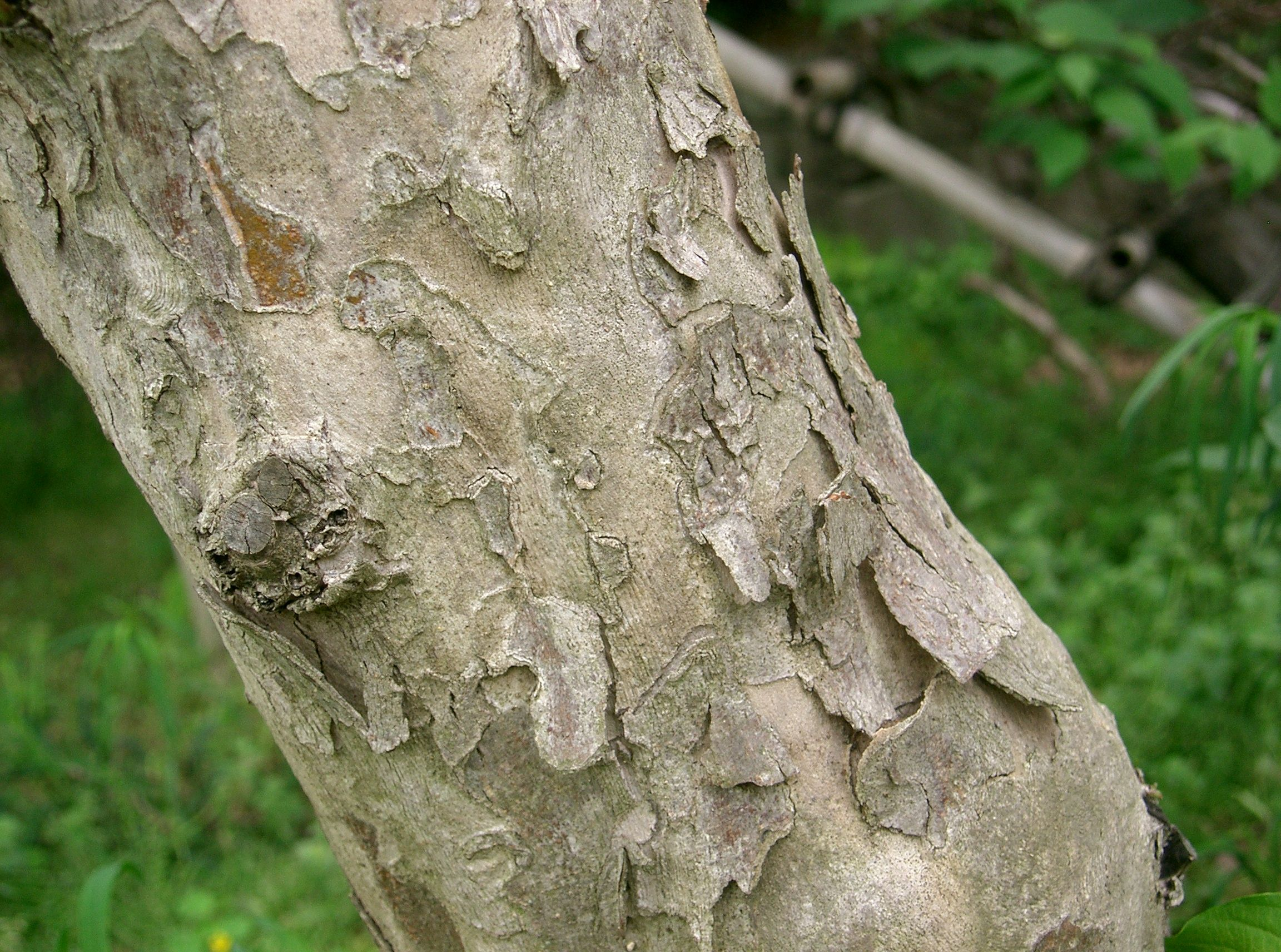
tronco
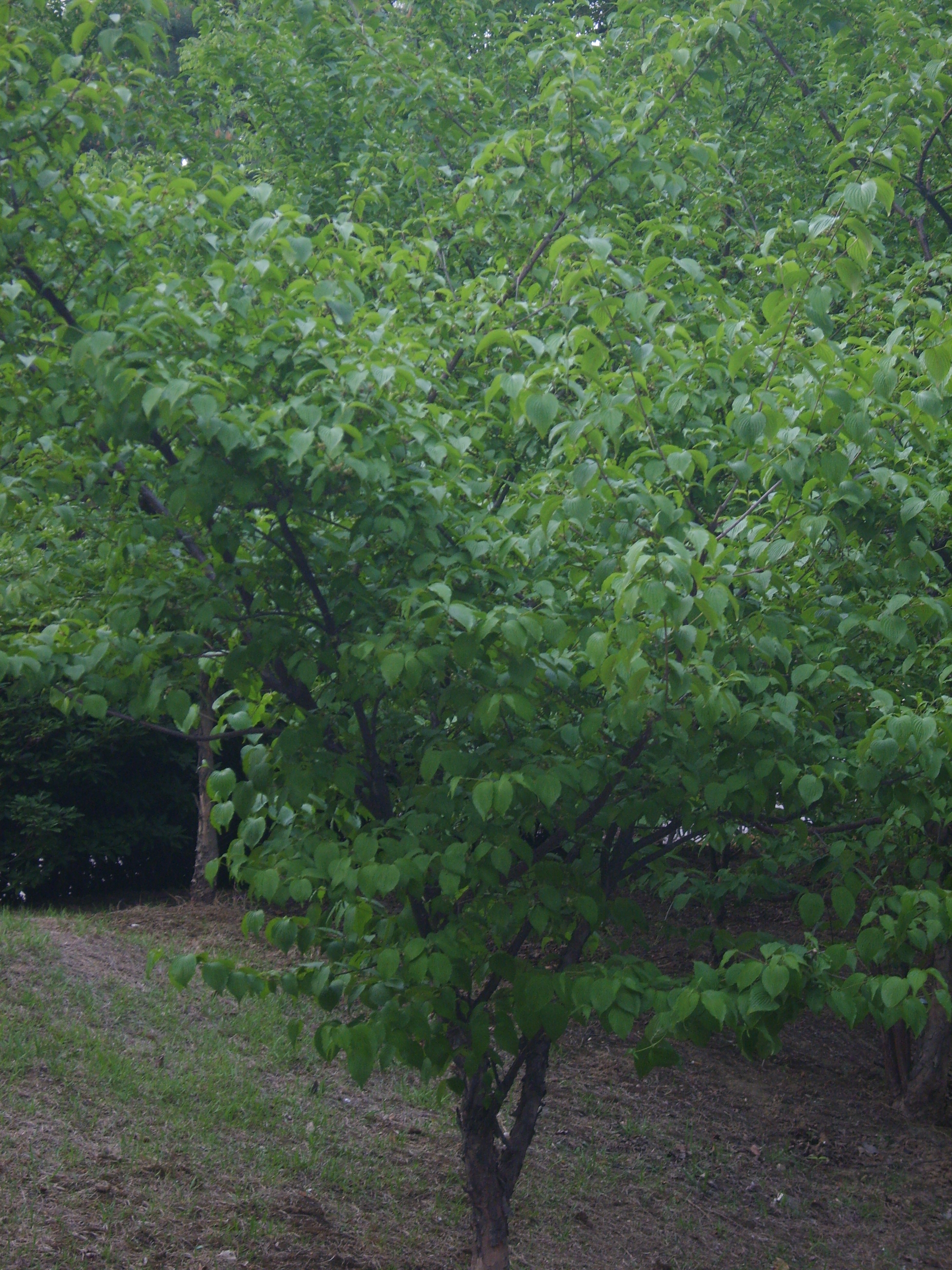
follaje
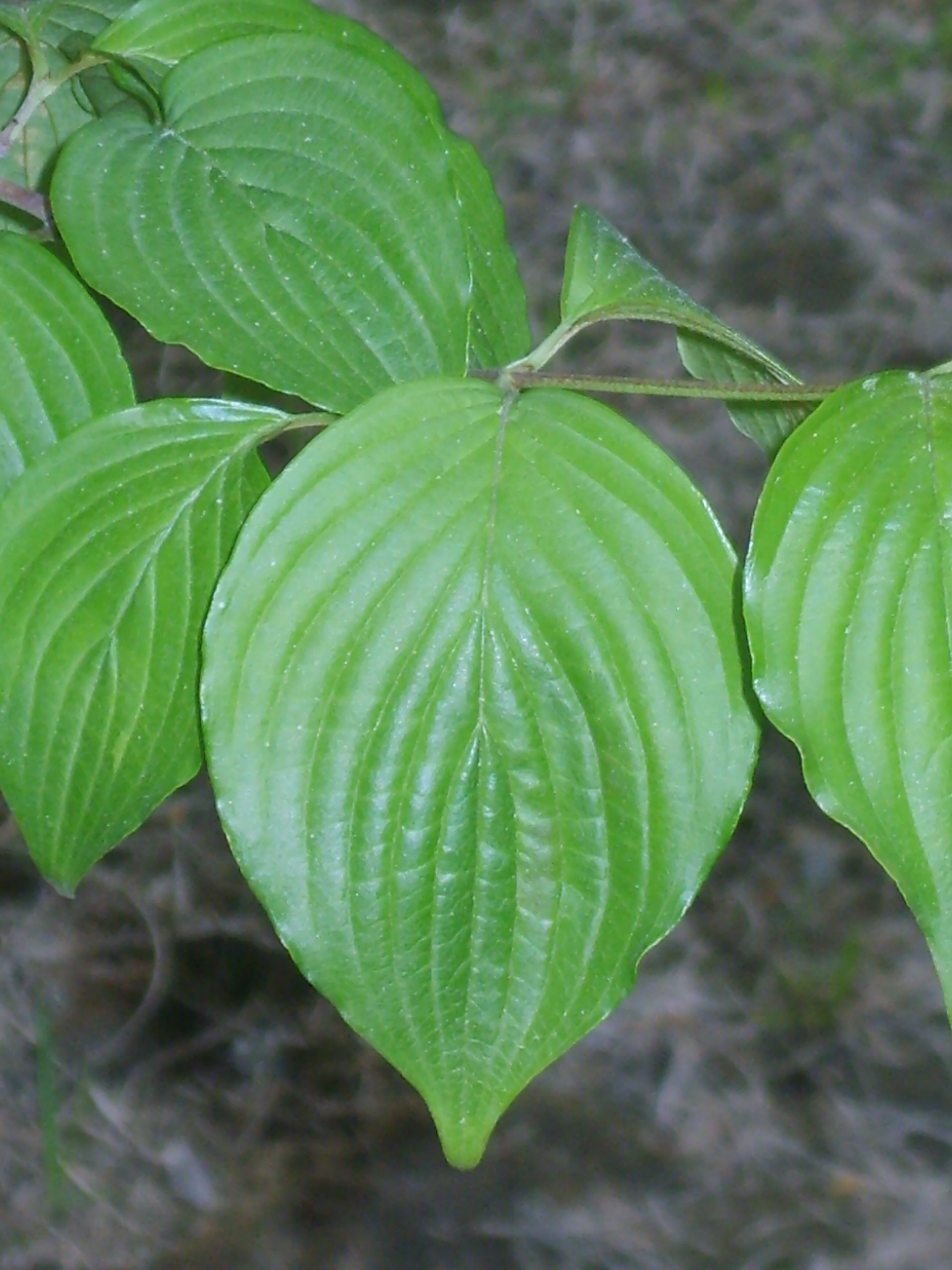
Hojas
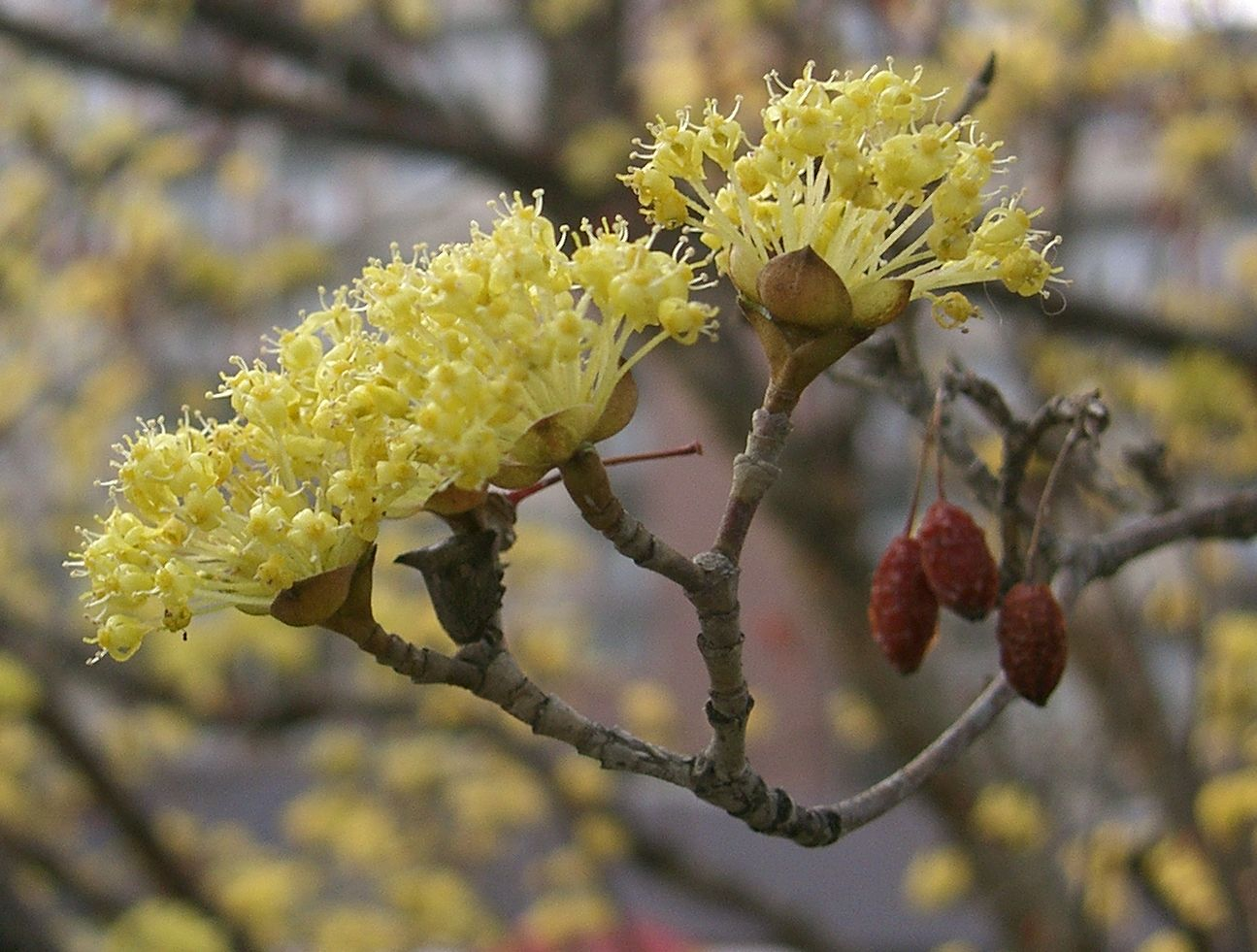
flores